# Guido II Torelli
Guido II Torelli (... – Guastalla, maggio 1501) è stato un religioso e condottiero italiano.

## Biografia
Guido era figlio di Cristoforo, conte di Guastalla e Montechiarugolo, e della nobile Taddea Pio.
Alla morte del padre ricevette il feudo di Casei e Cornale, trasmesso in seguito agli eredi, col titolo di marchese di Casei e Cornale. Nel 1462 prese i voti e divenne protonotario apostolico al servizio degli Sforza. Quando nel 1481 Ludovico il Moro si alleò con gli Estensi e iniziò a depredare la famiglia Rossi di San Secondo, Guido ed il fratello Amurat si schierarono a favore dei Rossi. Guido riuscì a togliere alcune terre ai signori di Ferrara, coadiuvato dai veneziani. Con la sconfitta dei Rossi nel 1483 a San Secondo, Guido Torelli tornò a servire gli Sforza. Fu quindi al servizio dello Stato Pontificio coi pontefici Sisto IV e Innocenzo VIII. Nel 1492 abbandonò il protonotariato per convolare a nozze con Francesca Bentivoglio, figlia di Giovanni II Bentivoglio, signore di fatto di Bologna, e di Ginevra Sforza, figlia di Alessandro Sforza signore di Pesaro.
Morì nel maggio 1501, assassinato dai nipoti.
Vincenzo Davolio nel volume "Memorie Istoriche di Novellara" indica il Conte Guido Torelli vivente nel 1502 e complice di una congiura organizzata da Guido Novello e Cristoforo Gonzaga (figli di sua sorella Alda e di Giorgio Gonzaga) ai danni del Conte Giampietro Gonzaga di Novellara; tale congiura (sventata) avrebbe dovuto svolgersi il 26 maggio 1502 e tra le vittime designate vi era anche il Conte Cristoforo Torelli, nipote di Guido.

## Discendenza
Guido e Francesca ebbero quattro figli:
- Marcantonio (?-1552[3]), sposò Ippolita, figlia di Gian Lodovico Gonzaga, Signore della Corte di Schivenoglia, e di Giovanna dei Conti Thiene; cedette i propri diritti su Guastalla ai Gonzaga nel 1546;
- Elisabetta;
- Onorato;
- Ippolita (1501-1520), sposò il letterato Baldassarre Castiglione.

Ebbe una figlia naturale, Ginevra.

## Ascendenza
|                      |               |                       | Genitori                  |  |  | Nonni |  |  | Bisnonni          |  |  | Trisnonni       |  |
|                      |               |                       |                           |  |  |       |  |  | Marsiglio Torelli |  |  | Guido I Torelli |  |
|                      |               |                       |                           |  |  |       |  |  | Marsiglio Torelli |  |  | Guido I Torelli |  |
|                      |               | Eleonora Gonzaga      |                           |  |  |       |  |  | Marsiglio Torelli |  |  |                 |  |
| Guido Torelli        |               |                       |                           |  |  |       |  |  | Marsiglio Torelli |  |  |                 |  |
|                      |               | Elena d'Arco          | Niccolò d'Arco            |  |  |       |  |  |                   |  |  |                 |  |
|                      |               | Elena d'Arco          | Niccolò d'Arco            |  |  |       |  |  |                   |  |  |                 |  |
|                      |               | Elena d'Arco          | Beatrice di Castelbarco   |  |  |       |  |  |                   |  |  |                 |  |
| Cristoforo I Torelli |               | Elena d'Arco          |                           |  |  |       |  |  |                   |  |  |                 |  |
|                      |               | Antonio Visconti      | Vercellino Visconti       |  |  |       |  |  |                   |  |  |                 |  |
|                      |               | Antonio Visconti      | Vercellino Visconti       |  |  |       |  |  |                   |  |  |                 |  |
|                      |               | Antonio Visconti      | Margherita della Pusterla |  |  |       |  |  |                   |  |  |                 |  |
| Orsina Visconti      |               | Antonio Visconti      |                           |  |  |       |  |  |                   |  |  |                 |  |
|                      |               | Anastasia Carcano     | Giovanni Carcano          |  |  |       |  |  |                   |  |  |                 |  |
|                      |               | Anastasia Carcano     | Giovanni Carcano          |  |  |       |  |  |                   |  |  |                 |  |
|                      |               | Anastasia Carcano     | …                         |  |  |       |  |  |                   |  |  |                 |  |
| Guido II Torelli     |               | Anastasia Carcano     |                           |  |  |       |  |  |                   |  |  |                 |  |
|                      | Giberto I Pio | Galasso I Pio         |                           |  |  |       |  |  |                   |  |  |                 |  |
|                      | Giberto I Pio | Galasso I Pio         |                           |  |  |       |  |  |                   |  |  |                 |  |
|                      | Giberto I Pio | Beatrice da Correggio |                           |  |  |       |  |  |                   |  |  |                 |  |
| Marco I Pio          | Giberto I Pio |                       |                           |  |  |       |  |  |                   |  |  |                 |  |
|                      |               | Bianca Casati         | Ramengo Casati            |  |  |       |  |  |                   |  |  |                 |  |
|                      |               | Bianca Casati         | Ramengo Casati            |  |  |       |  |  |                   |  |  |                 |  |
|                      |               | Bianca Casati         | …                         |  |  |       |  |  |                   |  |  |                 |  |
| Taddea Pio           |               | Bianca Casati         |                           |  |  |       |  |  |                   |  |  |                 |  |
|                      |               | Cabrino de' Roberti   | Filippo de' Roberti       |  |  |       |  |  |                   |  |  |                 |  |
|                      |               | Cabrino de' Roberti   | Filippo de' Roberti       |  |  |       |  |  |                   |  |  |                 |  |
|                      |               | Cabrino de' Roberti   | …                         |  |  |       |  |  |                   |  |  |                 |  |
| Taddea de' Roberti   |               | Cabrino de' Roberti   |                           |  |  |       |  |  |                   |  |  |                 |  |
|                      |               | Margherita del Sale   | …                         |  |  |       |  |  |                   |  |  |                 |  |
|                      |               | Margherita del Sale   | …                         |  |  |       |  |  |                   |  |  |                 |  |
|                      |               | Margherita del Sale   | …                         |  |  |       |  |  |                   |  |  |                 |  |
|                      |               | Margherita del Sale   |                           |  |  |       |  |  |                   |  |  |                 |  |